# Tapacul de Junín
El tapacul de Junín (Scytalopus gettyae) és una espècie d'ocell de la família dels rinocríptids (Rhinocryptidae).

## Hàbitat i distribució
Habita la vegetació secundària baixa i espesa de Junín, al Perú central.